# Akurojin-no-hi

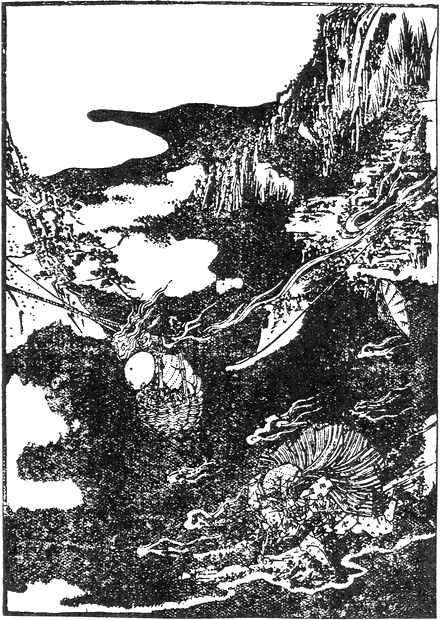
Œuvre de Sasaki Sadataka représentant Akurojin-no-hi

Akurojin-no-hi (悪路神の火, trad. « le feu du dieu de la mauvaise route ») est une flamme spectrale du folklore japonais de la préfecture de Mie. Il apparaît souvent par temps de pluie et les personnes qu’il rencontre et qui ne le fuient pas ou ne se couchent pas par terre, tombent gravement malades.

## Sources
- (ja) « AnimalPark-Lucky »(Archive.org • Wikiwix • Archive.is • Google • Que faire ?)
- (en) « Liste des démons japonais] sur le site Inuyasha: A Feudal Fairy Tale »(Archive.org • Wikiwix • Archive.is • Google • Que faire ?)